# 중앙행정심판위원회
중앙행정심판위원회는 중앙행정기관(각 부·처·청 등), 특별시·광역시·도, 중앙행정기관 소속 특별지방행정기관의 처분 또는 부작위에 대하여 제기되는 심판 청구사건을 심리·의결하기 위해 설립된 대한민국 국민권익위원회 소속의 행정심판 전문기관으로 중앙행정심판위원장은 국민권익위원회 부위원장(차관급) 중 1인이 겸직하고 별정직인 상임위원 3인은 고위공무원 가급(1급 상당)으로 보한다. 세종특별자치시 도움5로 20(세종청사 7동)에 위치하고 있다.

## 설립 근거
- 행정심판법

## 연혁
- 1951년 8월 3일 소원법(訴願法) 제정
- 1964년 9월 10일 소원심의회규정 제정

- 국무총리소원심의회 설치
- 1981년 3월 2일 소원심의회규정 개정

- 위원장을 총무처 장관에서 법제처장으로 변경
- 1984년 12월 15일 행정심판법 제정

- 행정청이 처분을 하여야 할 의무가 있음에도 이를 하지 아니하는 경우 적극적으로 처분을 하도록 청구할 수 있게 함.
- 종래 자문기관에 불과해 국민 권리구제에 미흡했던 소원심의회와 달리, 행정심판위원회를 의결기관화하여 상급기관에 필요적으로 설치하고 그 의결내용대로 상급기관이 재결하도록 함.
- 행정각부장관이 행한 처분에 대하여 국무총리소속 행정심판위원회에서 심리·의결할 수 있도록 함.
- 처분의 효과가 기간의 경과, 처분의 집행등으로 소멸된 후에도 처분의 취소로 회복되는 법률상 이익이 있는 경우에는 행정심판을 청구할 수 있도록 함.
- 행정심판청구인의 배우자등 일정범위의 친족과 법인의 임·직원 기타 위원회의 허가를 받은 자는 청구인을 대리할 수 있도록 함.
- 행정처분이 있음을 안 날로부터 60일이내, 행정처분이 있은 날로부터 180일 이내에 행정심판청구를 할 수 있도록 청구기간을 연장함.
- 심판청구인에게 처분청이 제출한 답변서부본을 받을 권리와 구술심리청구권을 인정하고 증거자료제출권, 검증·감정요구권을 보장함.
- 심판청구가 이유있는 경우에도 공공복리의 측면에서 청구를 기각할 수 있게 하여 행정목적실현과 조화를 이루도록 하고 행정소송법에 규정하고 있는 사정판결제도와 균형을 맞추도록 함.
- 심판청구의 대상이 되는 처분보다 불이익하게 재결하지 못하도록 하여 행정심판이 권리구제제도로서 최대한 활용될 수 있도록 함.
- 행정처분시 처분에 대한 불복에 관하여 알리는 제도를 신설하고, 알리지 아니한 경우와 잘못 알린 경우에 대한 구제규정을 두도록 함.
- 1985년 10월 1일 행정심판법 시행. 소원법 및 소원심의회규정 폐지
- 1995년 12월 6일 행정심판법 제1차 개정

- 중앙행정기관소속의 행정심판위원회에서 심리·의결하던 중앙행정기관소속기관 및 시·도지사가 행한 처분등에 대하여 앞으로는 국무총리소속하의 행정심판위원회에서 심리·의결하도록 하고, 행정심판위원회의 위원중 민간인 위원을 과반수로 함으로써 행정심판기관의 객관성을 제고함.
- 행정심판청구는 종전에는 처분청을 경유하여 제기하도록 되어 있었으나, 앞으로는 상급기관에도 직접 제기할 수 있도록 함으로써 국민의 편의를 도모함.
- 종전에는 행정심판청구는 처분이 있음을 안 날부터 60일이내에 제기하여야 하였으나 앞으로는 처분이 있음을 안 날부터 90일이내에 제기할 수 있도록 행정심판청구기간을 늘림으로써 국민의 행정심판청구기회를 보다 확대함.
- 행정심판의 심리는 구술심리 및 서면심리로 하되, 당사자가 구술심리를 신청한 때에는 서면심리만으로 결정할 수 있도록 인정되는 경우외에는 구술심리를 하도록 하여 행정심판심리절차를 민주화함.
- 행정청이 의무이행심판의 인용재결에 따르지 아니할 경우에는 상급기관이 직접 처분을 할 수 있도록 함으로써 행정심판재결의 실효성을 제고함.
- 행정심판위원회가 비상설기관임에 따른 업무의 효율적인 수행을 위하여 경미한 사항은 위원장이 이를 처리할 수 있도록 위임근거규정을 신설함.
- 1997년 8월 22일 행정심판법 제2차 개정

- 국무총리행정심판위원회 운영의 전문성과 효율성을 제고하기 위하여 위원정원을 30인이내에서 35인이내로 증원하여 전문분야의 위원을 추가로 위촉할 수 있도록 하고, 행정심판청구사건이 급증함에 따라 종전에 상임위원 1인을 두도록 되어 있는 것을 2인이내의 상임위원을 두도록 조정함.
- 종전에는 행정심판의 청구인이 상급기관에 집행정지신청을 하고, 상급기관이 행정심판위원회에 신청서를 송부하여 위원회의 심리·의결에 따라 집행정지결정을 하였으나 앞으로는 청구인이 바로 행정심판위원회에 집행정지신청을 하도록 개선하여 집행정지제도의 실효성을 확보하고 국민권익의 신속한 구제를 도모함.
- 국무총리행정심위판원회의 심리·의결시 상급기관이 위원회에 의견서를 제출하거나 회의에 참가하여 의견을 진술할 수 있도록 함으로써 실질적이고 균형있는 심판이 이루어지도록 함.
- 국무총리행정심판위원회는 심리·의결시 위법·부당한 처분의 근거가 되는 명령·제도등이 법령에 근거가 없거나 상위법령에 위배되거나 국민에게 과도한 부담을 주는 등 현저하게 불합리한 경우에는 이의 시정을 요청할 수 있도록 함.
- 1998년 12월 28일 행정심판법 제3차 개정

- 행정심판의 전문성·객관성·효율성을 제고하기 위하여 대통령령이 정하는 경우를 제외하고는 국가특별지방행정기관의 처분 및 부작위에 대하여는 당해 국가특별지방행정기관이 소속된 중앙행정기관의 장이 상급기관이 되도록 함.
- 급증하는 행정심판청구사건을 보다 신속하게 처리하고 국무총리행정심판위원회 운영의 전문성과 효율성을 높이기 위하여 위원 정원을 35인 이내에서 50인 이내로 증원함.
- 국무총리행정심판위원회의 위원장이 지정하는 행정심판청구사건을 미리 검토하게 하기 위하여 필요한 경우에는 소위원회를 둘 수 있도록 함으로써 위원회의 효율적 운영을 도모함.
- 행정심판위원회의 공무원이 아닌 위원에 대하여는 형법 기타 법률에 의한 벌칙의 적용시 공무원으로 의제하도록 함.
- 행정심판위원회의 심리·의결의 공정성과 객관성을 보장하기 위하여 위원회에서 위원이 발언한 내용 기타 공개할 경우 위원회의 심리·의결의 공정성을 해할 우려가 있는 사항을 공개하지 아니하도록 함.
- 2005년 12월 29일 행정심판법 제4차 개정

- 고위공무원단의 구성(법 제2조의2 신설)
직무의 곤란성과 책임도가 높은 중앙행정기관의 실·국장 및 이에 상당하는 직위에 임용되어 재직중이거나 파견·휴직 등으로 인사관리되고 있는 일반직공무원·별정직공무원 및 계약직공무원과 다른 법률에서 정하는 특정직공무원을 고위공무원단으로 통합하여 범정부적 차원에서 효율적으로 인사관리하도록 함.
- 고위공무원단에 속하는 공무원의 계급 폐지(법 제4조제1항 단서 신설)
현재 일반직공무원에 대하여는 1급 내지 9급의 계급구분을 적용하고 있는 바, 고위공무원단에 속하는 공무원에 대하여는 이러한 계급 구분을 적용하지 아니함.
- 중앙인사위원회의 인사심사대상 축소(법 제7조제3항)
현재 1급 내지 3급 공무원과 이에 상당하는 별정직공무원 및 계약직공무원의 채용과 승진임용에 대하여는 인사심사를 거치도록 되어 있으나, 앞으로는 고위공무원단에 속하는 공무원의 경우에는 고위공무원단 직위에 신규채용되거나 승진될 때에만 인사심사를 거치도록 함.
- 공모직위의 근거 신설(법 제28조의5 신설)
효율적인 정책수립 또는 관리를 위하여 당해 기관 내부 또는 외부의 공무원중에서 적격자를 임용할 필요가 있는 직위를 공모직위로 지정·운영할 수 있도록 하고, 중앙인사관장기관의 장으로 하여금 각 기관간 인력의 이동과 배치가 적절한 균형을 유지하도록 조정할 수 있게 하여 특정부처 출신이 편중되는 등의 부작용을 방지할 수 있도록 함.
- 고위공무원에 대한 범정부적 인사관리(법 제32조제1항)
고위공무원단에 속하는 공무원의 경우 소속장관은 당해 기관에 소속되지 아니한 자에 대하여도 임용제청을 할 수 있도록 함.
- 고위공무원의 책임성 강화(법 제70조제1항제9호 및 제70조의2 신설)
고위공무원단에 속하는 공무원에 대하여 5년마다 적격심사를 하되, 계속하여 2년 이상 또는 총 3년 이상 근무성적평정이 최하위등급이거나, 정당한 사유없이 총 2년 이상 보직을 받지 못하는 경우에는 그 때마다 적격심사를 하여 직무수행이 곤란하다고 판단되는 경우에는 해당자를 직권면직할 수 있도록 함.
- 2008년 2월 29일 행정심판법 제5차 개정

- 행정심판위원회에 재결권 부여(법 제5조 등)
현재는 처분청, 의결기관인 행정심판위원회, 행정심판위원회의 의결에 따라 재결하는 상급기관 등 행정심판과 관련된 기관의 구조가 복잡해서 국민의 혼선이 발생하며, 처분청의 답변서가 행정심판위원회에 접수되기 전에 반드시 상급기관을 경유하여야 하고 행정심판위원회에서 의결결과를 청구인에게 직접 통보하지 못함에 따라 행정심판사건의 처리기간만 늘어나 신속한 권리구제라는 행정심판제도의 취지에 부합하지 못하는 문제가 있음.
재결청의 개념을 없애고 처분청에서 답변서를 행정심판위원회에 바로 송부하도록 하고, 행정심판위원회에서 행정심판사건의 심리를 마치면 직접 재결을 하도록 함.
행정심판 관련 기관에 대한 국민의 혼선을 해소하고, 행정심판사건의 처리기간을 단축하여 신속한 권리구제에 기여할 것으로 기대됨.
- 국무총리행정심판위원회의 설치·구성 변경(법 제5조제3항 및 제6조의2) 국무총리행정심판위원회, 국민고충처리위원회, 국가청렴위원회를 통합한 국민권익위원회에서 행정심판 관련 사무를 수행하는 내용으로 「부패방지 및 국민권익위원회의 설치와 운영에 관한 법률」이 제정됨에 따라 국민권익위원회에 국무총리행정심판위원회를 둠.
- 2010년 1월 25일 행정심판법 제6차 개정

- 국무총리행정심판위원회의 명칭을 “중앙행정심판위원회”로 변경함(법 제4조제3항 등)
- 특별행정심판 신설 등을 위한 협의 의무화(법 제4조)
특별한 사유 없이 개별법령에 행정심판에 대한 특별한 절차를 규정하는 사례가 늘어나고 있음.
특별행정심판의 남설(濫設)을 방지하기 위하여 관계 행정기관의 장이 개별법에 특별행정심판을 신설하거나 국민에게 불리한 내용으로 변경하고자 하는 경우 미리 중앙행정심판위원회와 협의하도록 함.
행정심판제도의 통일적 운영이 가능해지고 개별법에 의한 특별행정심판절차의 남설이 억제될 것으로 기대됨.
- 행정심판위원회의 회의 정원 및 위촉위원 비중 확대(법 제7조제5항)
중앙행정심판위원회 외에 시ㆍ도행정심판위원회 등 이 법에 따른 다른 행정심판위원회의 공정성 제고를 위하여 회의정원 등을 확대할 필요가 있음.
원칙적으로 회의정원을 7명에서 9명으로 늘리고 회의 시 위촉위원의 비중도 4명 이상에서 6명 이상으로 늘림.
회의정원과 위촉위원의 비중을 늘림으로써 행정심판위원회의 공정성이 높아질 것으로 기대됨.
- 중앙행정심판위원회는 위원장 1명을 포함한 50명의 위원으로 구성하되, 위원 중 상임위원은 4명 이내로 함(법 제8조제1항)
- 청구인의 신속한 권리구제를 위하여 심판청구사건 중 자동차운전면허행정처분과 관련한 사건은 4명의 위원으로 구성하는 소위원회에서 심리ㆍ의결할 수 있도록 함(법 제8조제6항)
- 행정심판의 공정성과 독립성을 담보하기 위하여 행정심판위원회 위원의 결격사유를 신설함(법 제9조제4항)
- 절차적 사항에 대한 행정심판위원회의 결정에 대해 이의신청제도 도입(법 제16조제8항, 제17조제6항, 20조제6항 및 제29조제7항)
양수인의 청구인 지위 승계신청에 대한 불허가 등 위원회의 절차적 사항에 대한 결정에 대하여는 당사자가 다툴 방법이 없음.
행정심판위원회의 결정 중 당사자의 절차적 권리에 중대한 영향을 미치는 지위 승계의 불허가, 참가신청의 불허가 또는 청구의 변경 불허가 등에 대하여는 행정심판위원회에 이의신청을 할 수 있도록 함.
심판절차에 참여하는 자의 절차적 권리를 보장하고, 행정심판위원회로 하여금 관련 결정을 신중히 하도록 함으로써 행정심판절차의 공정성이 강화될 것으로 기대됨.
- 심판참가인의 절차적 권리 강화(법 제20조부터 제22조까지)
행정심판절차에 참가하려는 경우 참가절차, 참가인의 권리에 관한 규정이 미비하여 행정심판절차에서 참가가 미진한 편임.
심판참가인은 당사자에 준하는 절차적 지위를 갖도록 하고, 관련 서류를 참가인에게도 송달하도록 하는 등 참가인의 절차적 지위를 강화함.
행정심판절차에서 참가인의 지위를 보장함으로써 행정심판사건에 이해관계가 있는 자의 절차 참여가 활성화될 것으로 기대됨.
- 임시처분제도의 도입(법 제31조)
행정심판의 청구인이 처분이나 부작위에 의하여 회복하기 어려운 손해를 입게 되는 경우 종전의 집행정지제도만으로는 청구인의 권익을 구제하기가 어려웠음.
행정청의 처분이나 부작위 때문에 발생할 수 있는 당사자의 중대한 불이익이나 급박한 위험을 막기 위하여 당사자에게 임시지위를 부여할 수 있는 임시처분제도를 도입함으로써 집행정지에 비해 보다 적극적으로 당사자의 임시적 권익보호에 기여할 것으로 기대됨.
- 전자정보처리조직을 통한 행정심판 근거 마련(법 제52조부터 제54조까지)
전자정보처리조직을 통하여 간편하게 행정심판을 청구할 수 있는 시스템이 개발ㆍ운영됨에 따라 이와 관련된 제반 법적 근거를 마련하는 것이 필요함.
전자문서를 통한 송달에 관한 근거를 두는 등 온라인 행정심판제도의 운용 근거를 마련함.
전자정보처리조직을 통한 행정심판제도 운영의 법적 근거를 명확히 함으로써 국민의 권리구제가 활성화되고, 행정심판제도 운영의 효율성을 높일 수 있을 것으로 기대됨.